# Список картин Мазаччо
Мазаччо — ключевая фигура в деле развития натуралистического изображения трёхмерного пространства. В его картинах применялись недавно открытые для того времени законы перспективы, рисунок частей в ракурсе был правильным, а анатомия человека хорошо понятной. По словам Джорджо Вазари, Мазаччо был обязан своим художественным образованием Мазолино да Паникале, хотя Мазаччо и умер за 20 лет до своего мастера, но продвинулся в натурализме намного дальше. Большая часть его работ была уничтожена, а то, что осталось, находится в плохом состоянии, но изредка реставрируется. Самым крупных сохранившимся собранием его работ является фреска в Капелле Бранкаччи церкви Санта-Мария-дель-Кармине во Флоренции. Здесь Мазолино да Паникале оставил незаконченным цикл фресок, который уже продолжил Мазаччо: шесть его работ вызвали большой интерес и стали материалами для подготовки флорентийских художников последующих поколений, таких как Микеланджело и другие. Мазаччо не успел завершить работы в капелле, так как в 1428 году он отбыл в Рим, где и умер.
Ниже приводится неполный список основных картин Мазаччо в хронологической последовательности.

## Галерея работ Мазаччо
| Внешние видеофайлы | Внешние видеофайлы                                           |
| ------------------ | ------------------------------------------------------------ |
|                    | Masaccio's Expulsion of Adam and Eve from Eden, Smarthistory |

| Внешние видеофайлы | Внешние видеофайлы                                                 |
| ------------------ | ------------------------------------------------------------------ |
|                    | Masaccio's The Tribute Money in the Brancacci Chapel, Smarthistory |

| Внешние видеофайлы | Внешние видеофайлы                                                           |
| ------------------ | ---------------------------------------------------------------------------- |
|                    | Masaccio's Holy Trinity, Smarthistory                                        |
|                    | The Magic of Illusion: The Trinity-Masaccio, Part 2, National Gallery of Art |